# 吴师道
吴师道（？—？），一作吴道师。邺县人。唐朝、武周时期官员。
齐道州别驾吴安诞的五世孙。武则天主政的垂拱元年（685年），进士科状元，考制举贤良方正。歷官吏部司勋员外郎、仓部司勋员外郎、户部郎中、银青光禄大夫、检校秘书监。官至吏部侍郎。

## 延伸阅读
[在维基数据编辑]